# Tess Olofsson
Tess Anna Therése Olofsson, född 24 januari 1988 i Malmö, är en svensk fotbollsdomare som dömt internationell fotboll sedan 2016 och blev första kvinna någonsin att döma en svensk elitfotbollsmatch för herrar.

## Karriär
Olofsson började döma fotboll redan som 13-åring, fortsatte sedan sin domarkarriär som föreningsdomare i Hovmantorp GoIF parallellt med sina studier och blev FIFA-domare 2015. Sedan 2018 är Olofsson domare i Svenska Cupen och hon blev 2019 den första kvinnliga domaren i Allsvenskan, när hon agerade fjärdedomare i matchen mellan Helsingborg och Örebro.
Olofsson utsågs till domare vid UEFA Women's Euro 2022 i England.
Den 9 januari 2023 utsåg FIFA henne till domarpoolen för 2023 FIFA Women's World Cup i Australien och Nya Zeeland.
Den 12 november 2023, i en match mellan IK Sirius och IFK Norrköping, blev Olofsson den första kvinnliga huvuddomaren att döma en match i allsvenskan.
Den 30 juli 2024 i en match i OS mellan USA och Guinea blev Olofsson den första kvinnliga svenska domaren i en internationell tävlingsmatch för herrar. 
Tess Olofsson har tre gånger utsetts till Sveriges bästa domare.

## Privat
Olofsson är gift med Marthina Olofsson (född 1984). Paret bor i Hortlax.